# Paços do concelho

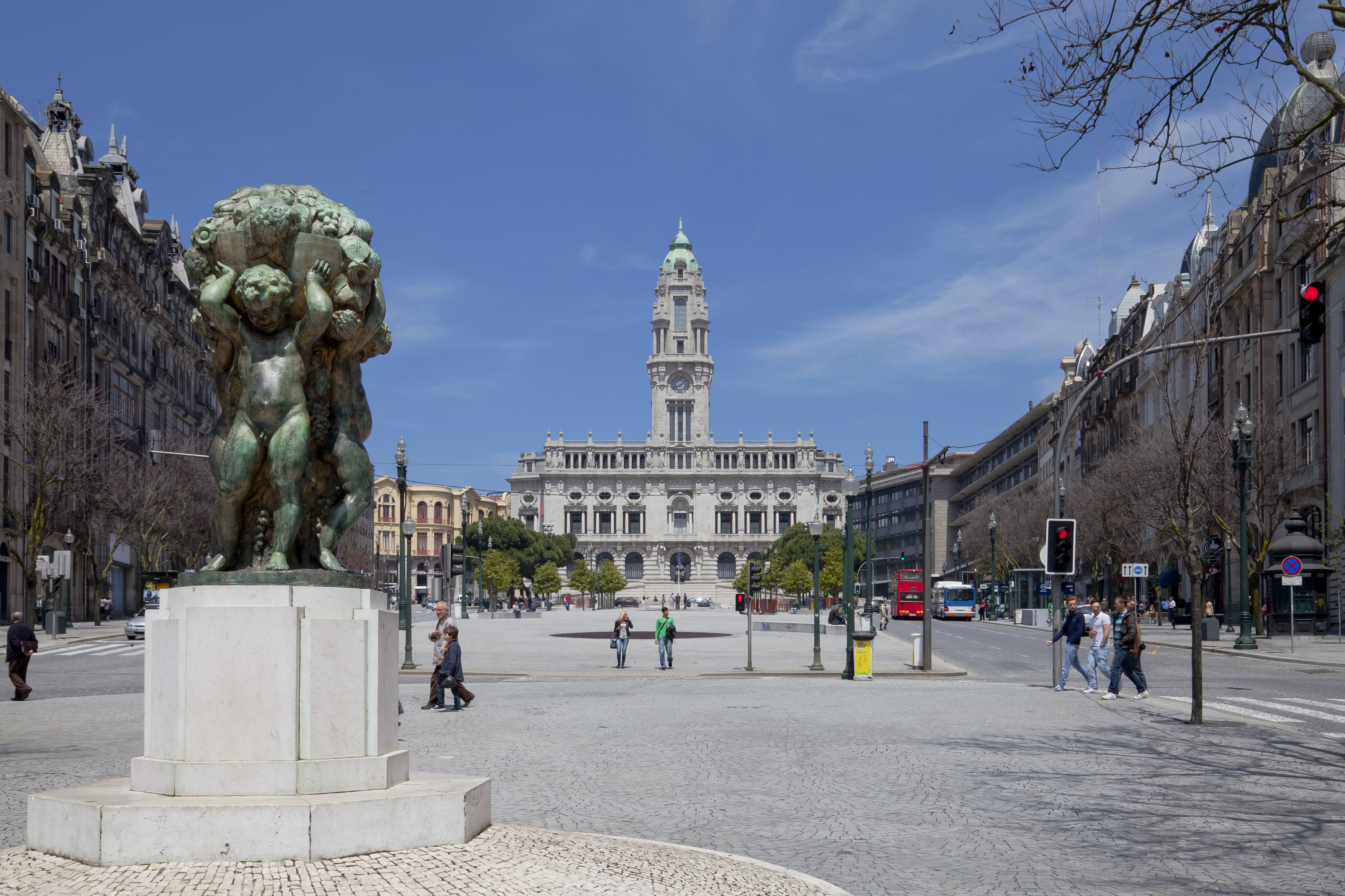
Paços do Concelho do Porto

Paços do concelho, ou câmara municipal, é a denominação tradicional dos edifícios onde está sediada a administração local de cada um dos municípios portugueses. Nos paços do concelho está sempre instalada a câmara municipal enquanto poder executivo colegial do respetivo município, podendo albergar, também, outros serviços e órgãos municipais.
Até ao início do século XX, além de albergarem a câmara municipal (órgão executivo), os paços do concelho, normalmente, também albergavam quase todos os restantes serviços públicos existentes no concelho, tais como a administração de concelho, o tribunal, o registo civil, a cadeia e a repartição de finanças. No entanto, atualmente, os órgãos e serviços não dependentes das administrações municipais ocupam, normalmente, edifícios separados.
Até ao século XIX, utilizava-se, preferencialmente, o termo "casa da câmara", para designar as sedes das câmaras e administrações municipais, em virtude da maioria delas estar instalada, não num paço, ou seja, num palácio, mas apenas num pequeno edifício, pouco maior que uma casa de habitação. O termo "paços do concelho" só era utilizado, ocasionalmente, para designar as sedes municipais das cidades mais importantes, que estavam instaladas em edifícios maiores e mais imponentes.
Raramente, em alguns municípios, os paços do concelho, ou câmaras municipais, são designados com termos alternativos como "paços do município", "palácio municipal", "edifício municipal" ou "casa municipal".
Utiliza-se, ocasionalmente, também o termo latino "domus municipalis" para designar antigos edifícios que foram sede dos municípios medievais. Contudo, esta designação é anacrónica, sendo pouco provável que este termo fosse utilizado na época em que os mesmos funcionaram como tal.

## Equivalentes em outros países

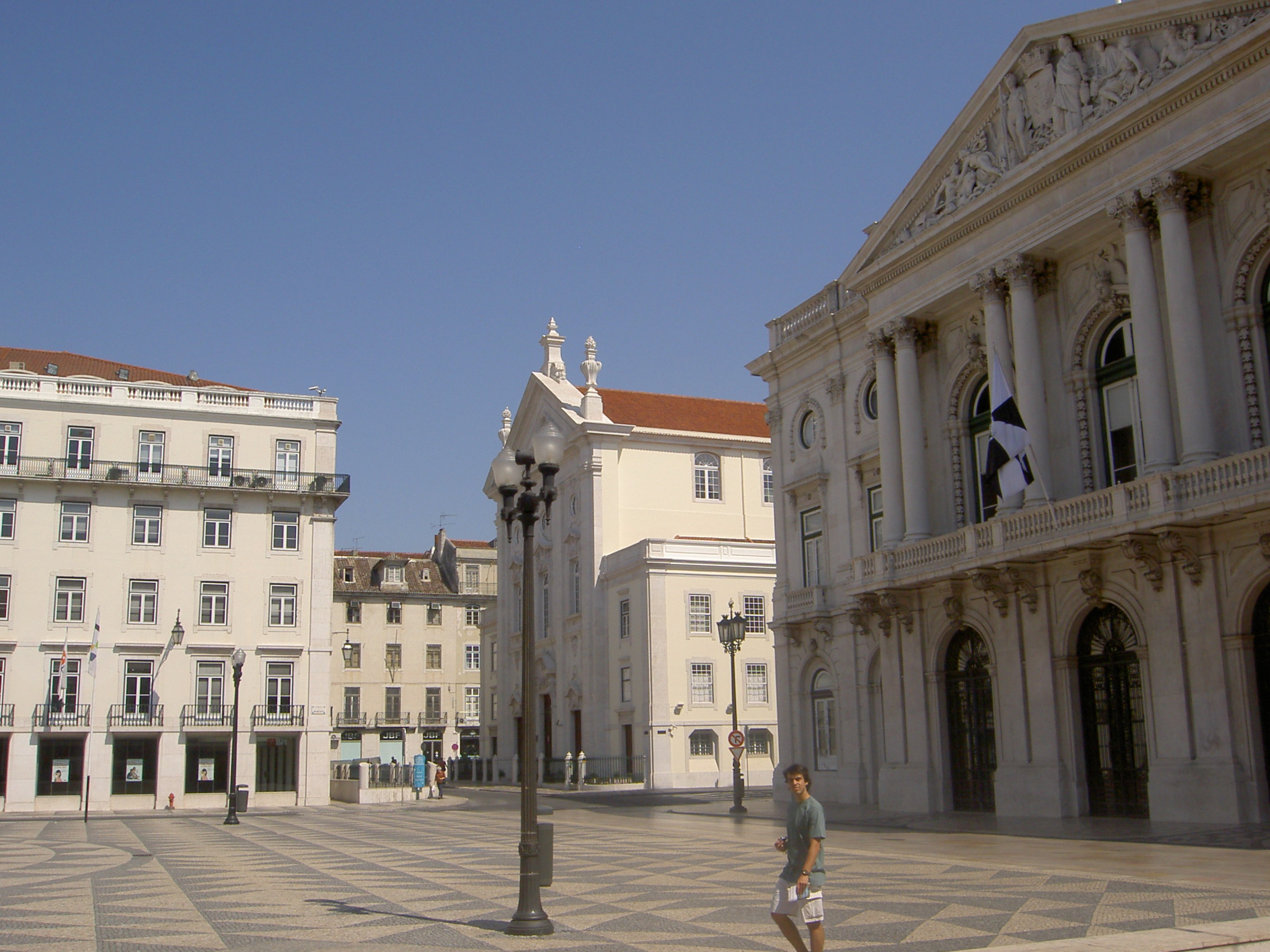
Paços do Concelho de Lisboa

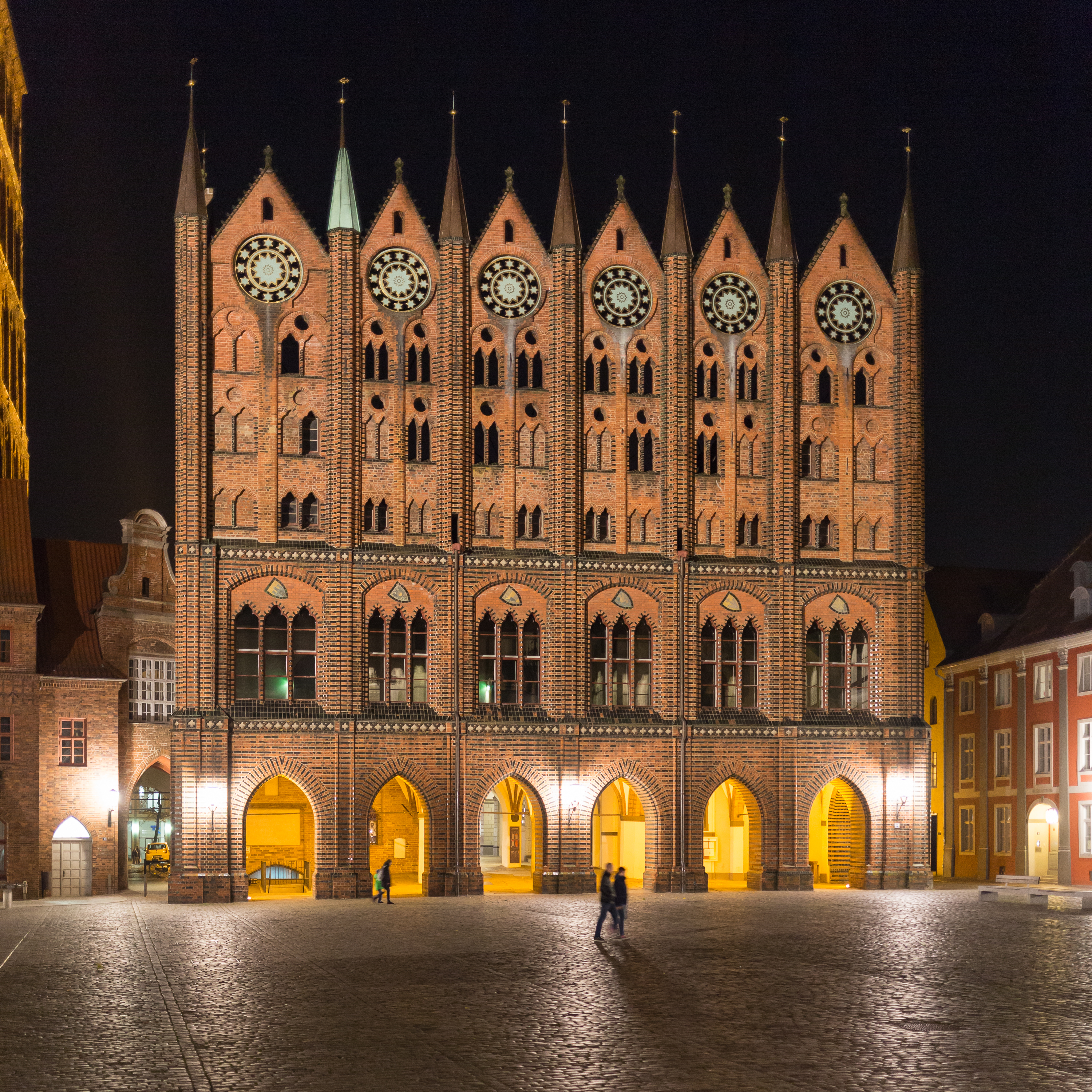
Paços do Concelho de Stralsund, Alemanha

- Alemanha, Áustria e Suíça alemã: Rathaus, Stadthaus ou Landratsamt
- Argentina: palacio municipal, edificio municipal ou sede municipal
- Bélgica: 
  - em francês: hôtel de ville, mairie ou maison communale
  - em neerlandês: gemeentehuis
- Brasil: Sede da prefeitura ou paço municipal
- Bulgária: кметство [kmetstvo]
- República Checa: radnice
- Croácia: vijećnica ou općinski dom
- Dinamarca, Noruega e Suécia: rådhus
- Escócia: city chambers ou town house
- Eslováquia: radnica
- Eslovênia: mestna hiša
- Espanha: 
  - em basco: udaletxea ou herriko etxea
  - em castelhano: casa consistorial ou sede del ayuntamiento
  - em catalão: casa de la villa
  - em galego: casa do concello ou pazo municipal
- Estados Unidos, Canadá, Inglaterra, Austrália e Nova Zelândia: city hall ou town hall
- Estónia: raekoda
- Finlândia: raatihuone
- França: hôtel de ville ou mairie
- Grécia e Chipre: δηναρχείο [dinarchío]
- Hungria: városháza
- Itália: municipio, casa comunale ou residenza municipale
- Letónia: rātsnams
- Lituânia: rotušė
- Luxemburgo: Gemeng, maison communale ou hôtel de ville
- País de Gales: neuadd y ddinas ou neuadd y dref
- Países Baixos: gemeentehuis
- Polónia: ratusz
- Roménia: primǎrie
- Rússia e Ucrânia: pатуша [ratucha]

## Imagens de Paços do Concelho

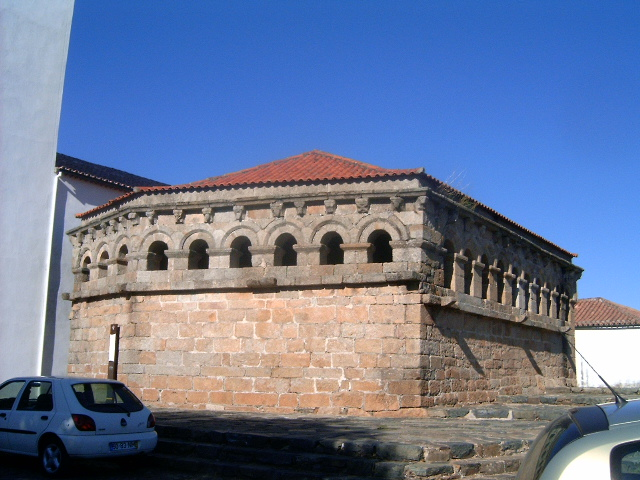
Domus Municipalis de Bragança, séc. XII
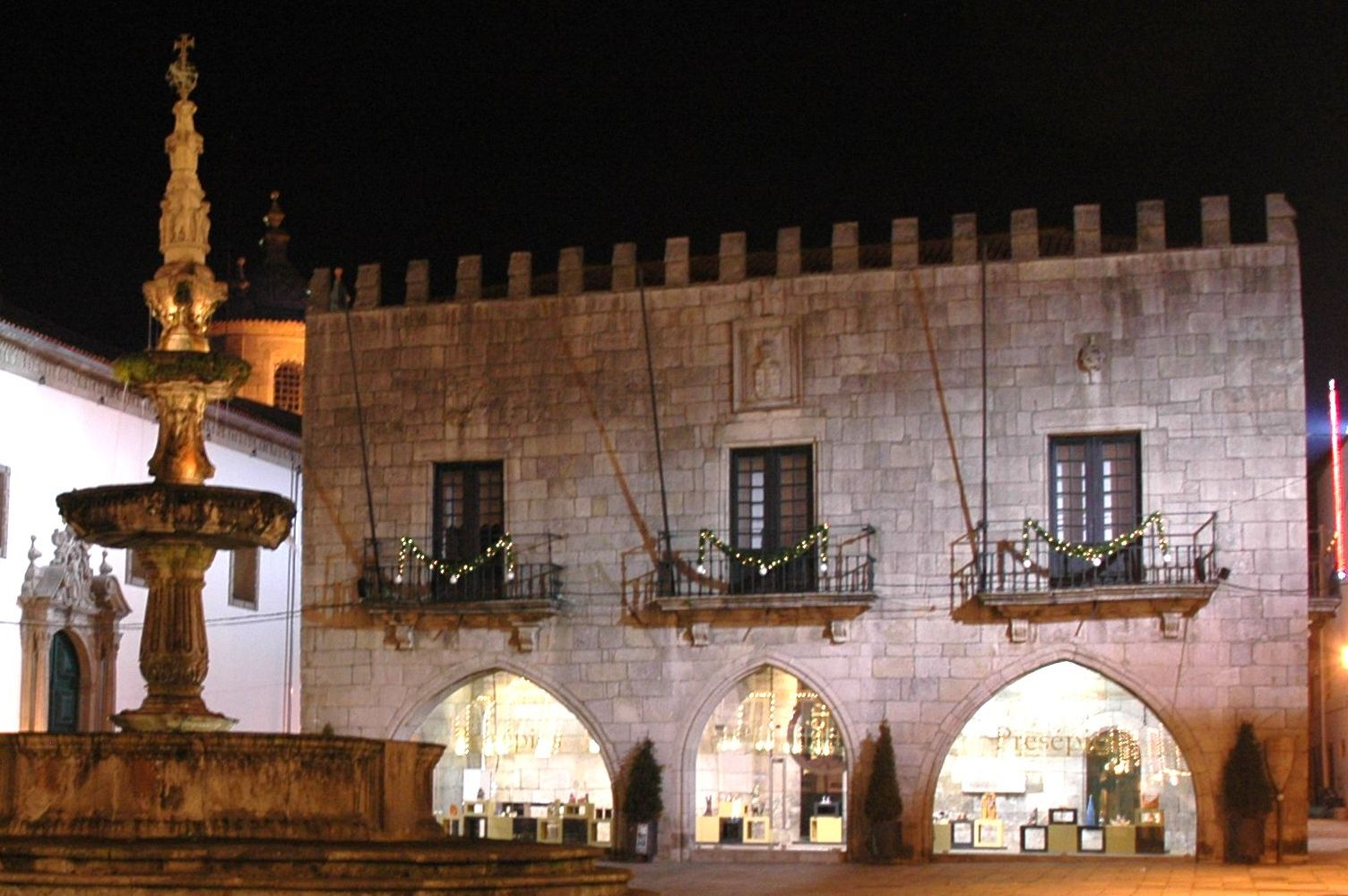
Antigos Paços do Concelho de Viana do Castelo, séc. XV
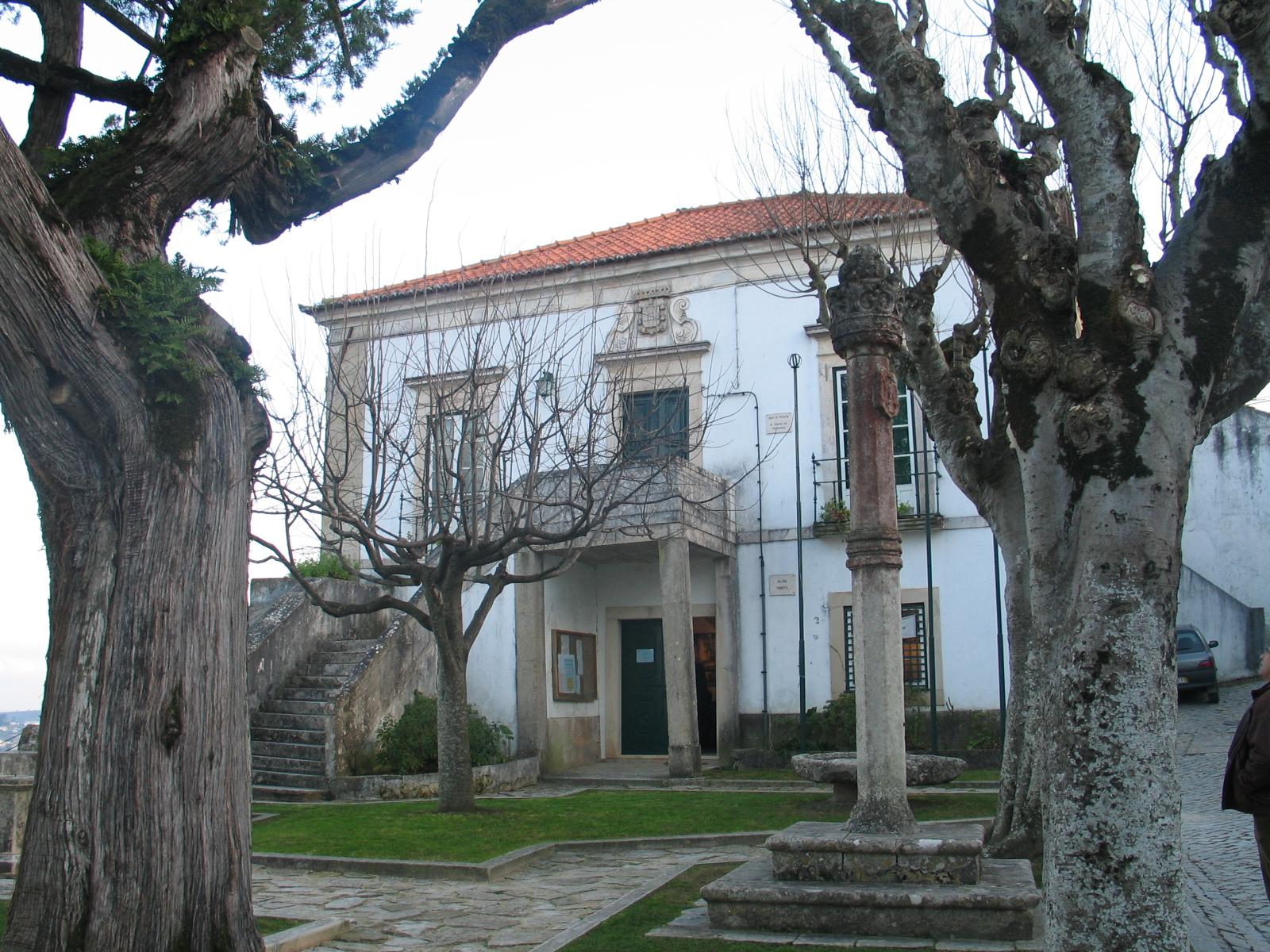
Antiga Casa da Câmara de Ourém, séc. XVII
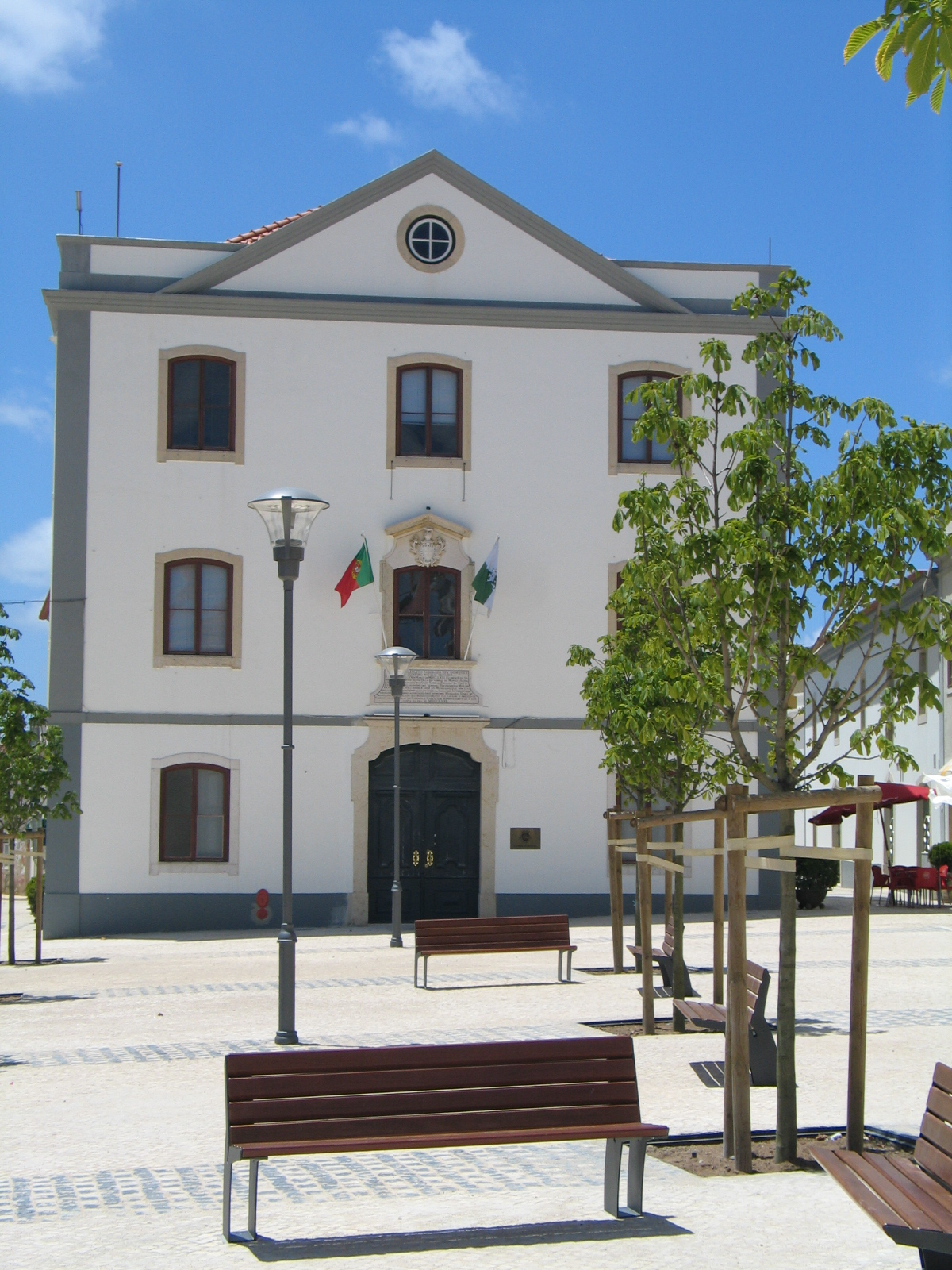
Casa da Câmara de Sobral de Monte Agraço, séc. XVIII
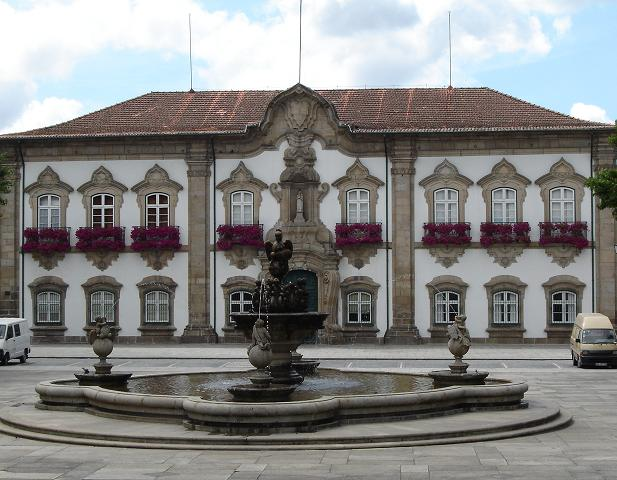
Paços do Concelho de Braga, séc. XVIII
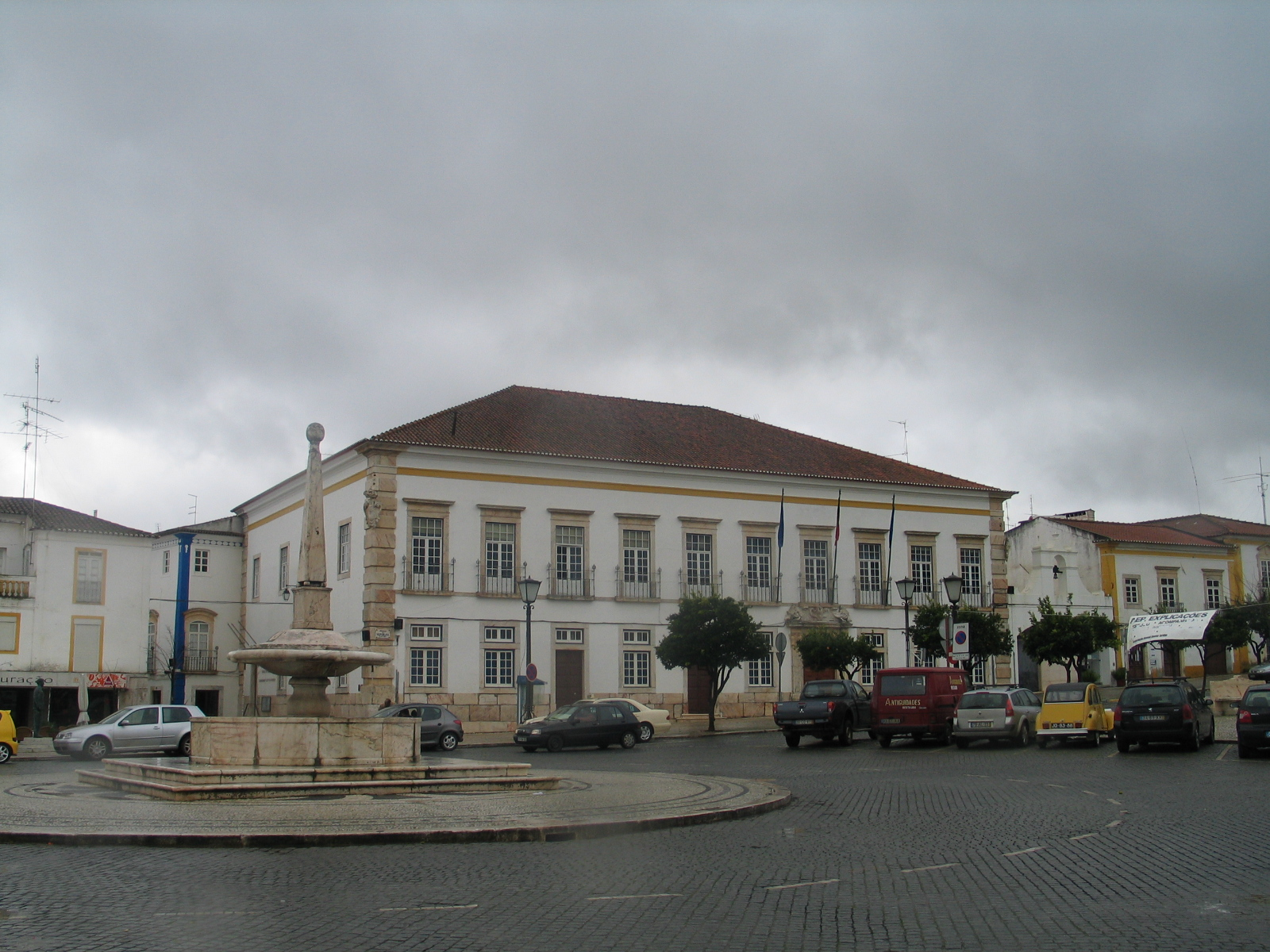
Paços do Concelho de Vila Viçosa, séc. XVIII
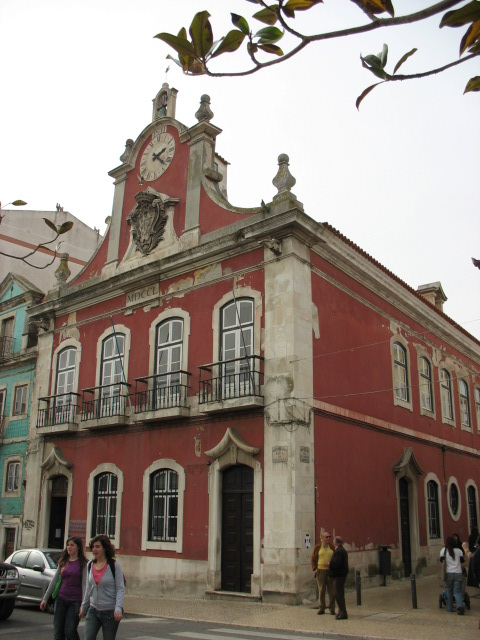
Antiga Casa da Câmara das Caldas da Rainha, séc. XVIII
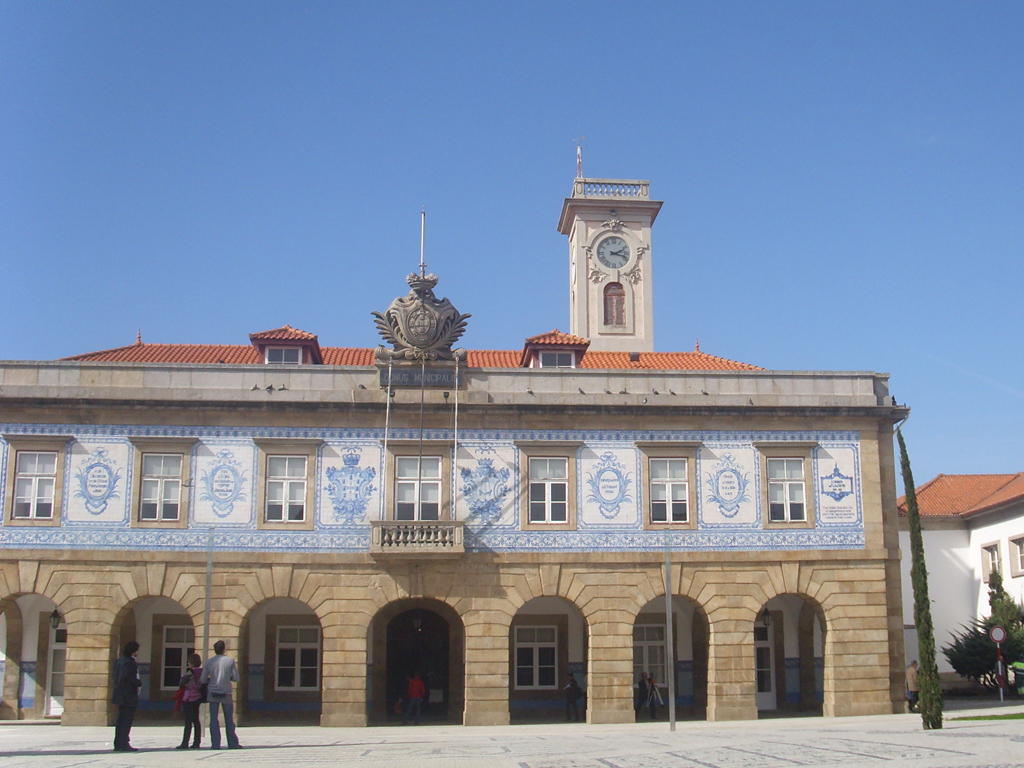
Paços do Concelho da Póvoa de Varzim, séc. XVIII
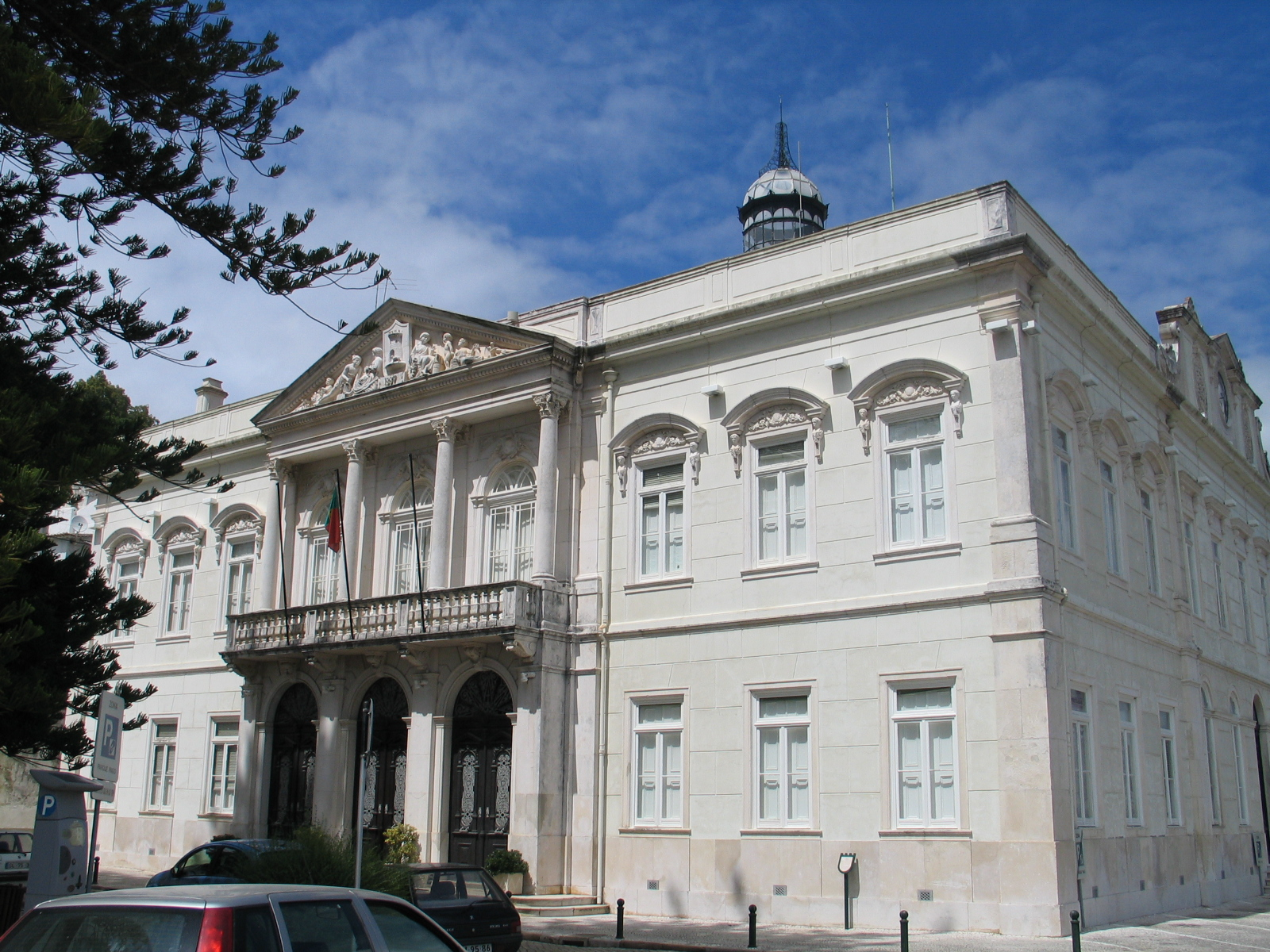
Câmara Municipal de Alenquer, séc. XIX
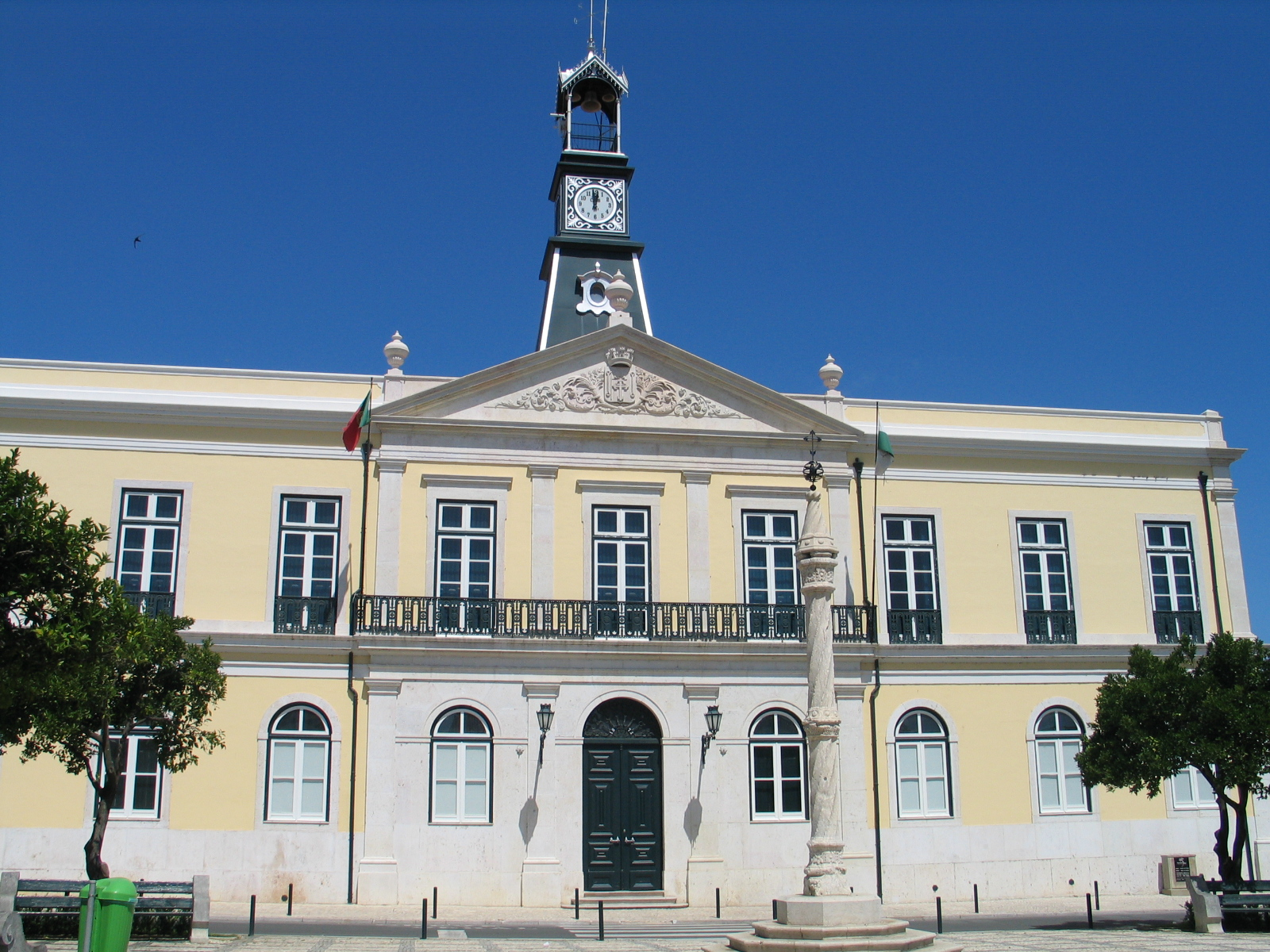
Câmara Municipal de Benavente, séc. XIX
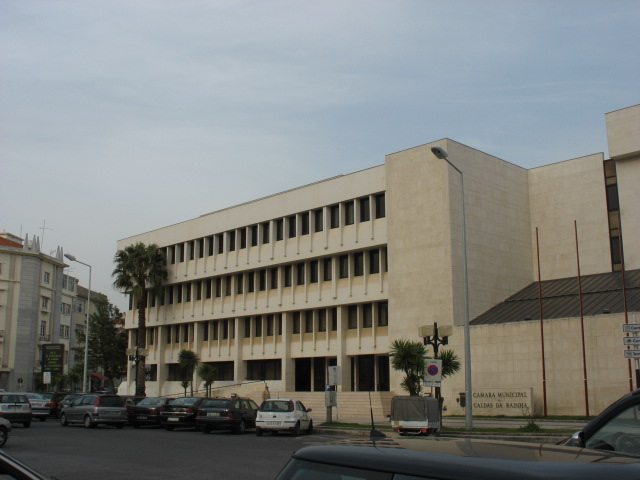
Câmara Municipal de Caldas da Rainha, séc. XX
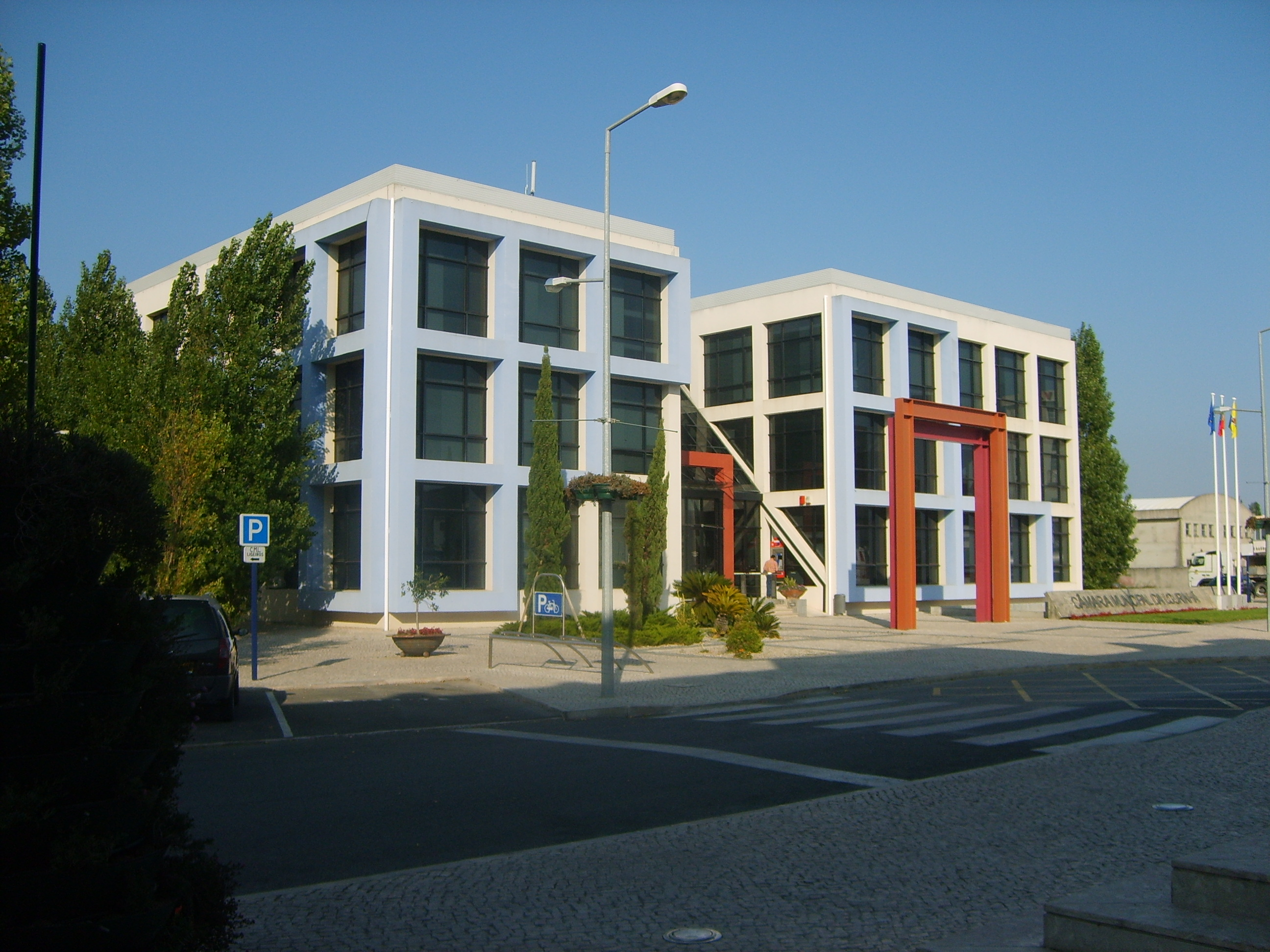
Câmara Municipal da Lourinhã, séc. XXI
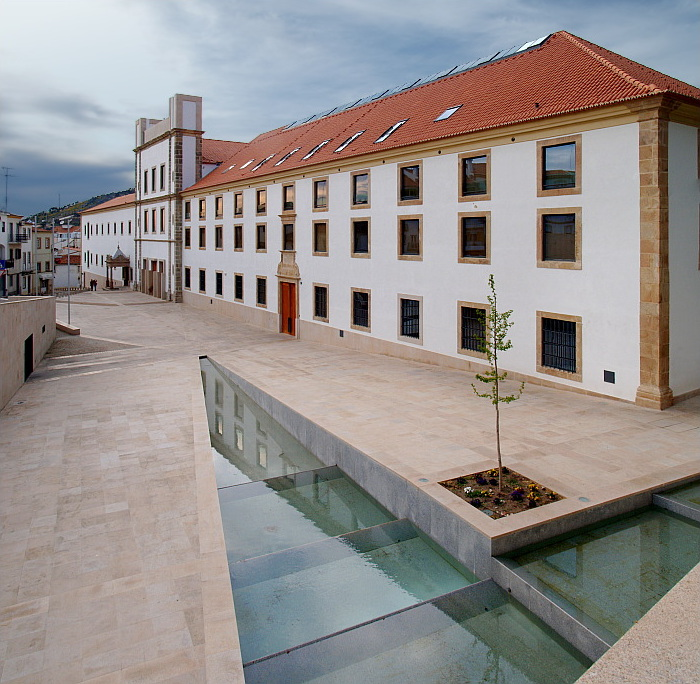
Câmara Municipal de Portalegre